# Liofilizzatore

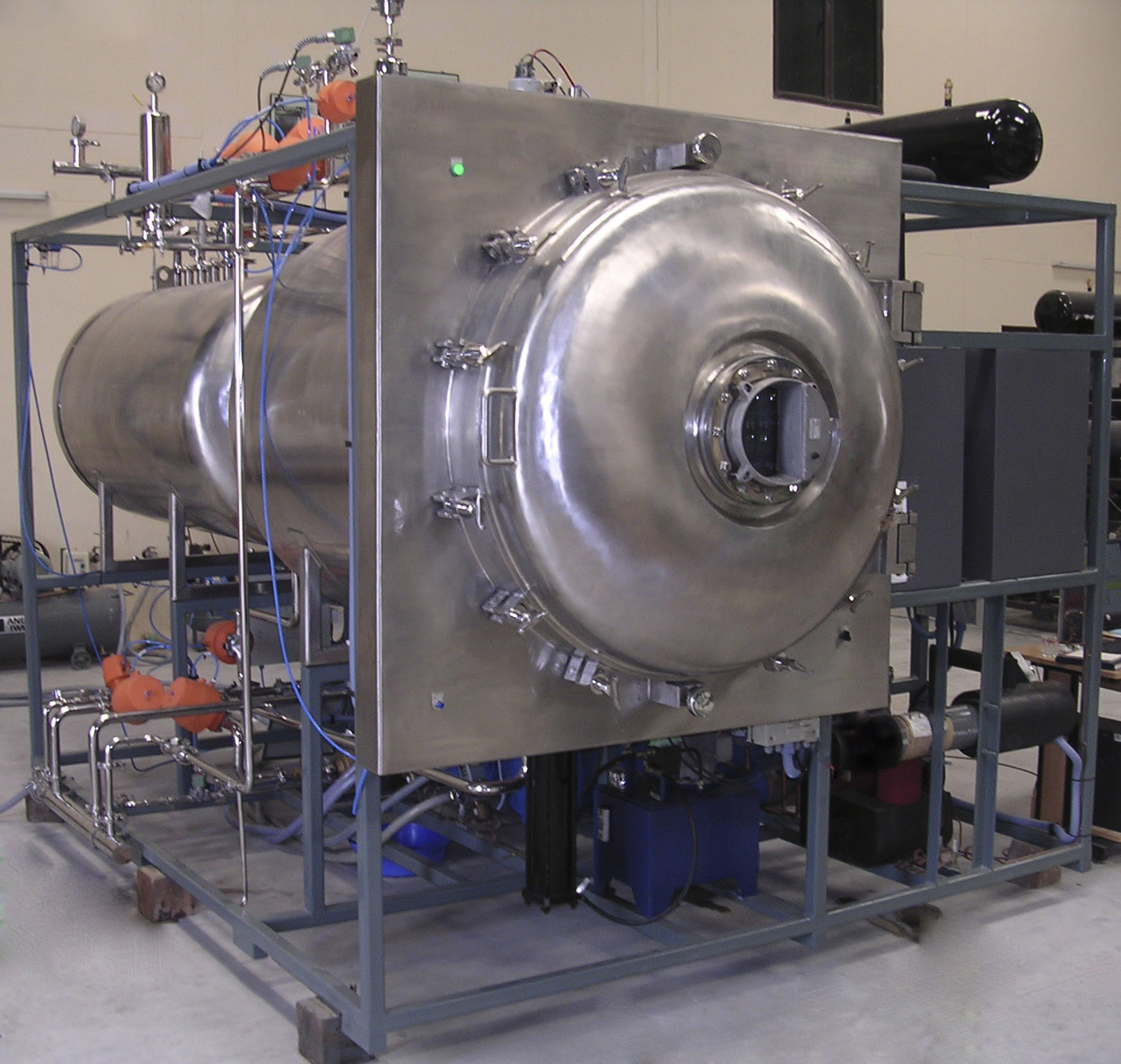
Liofilizzatore.

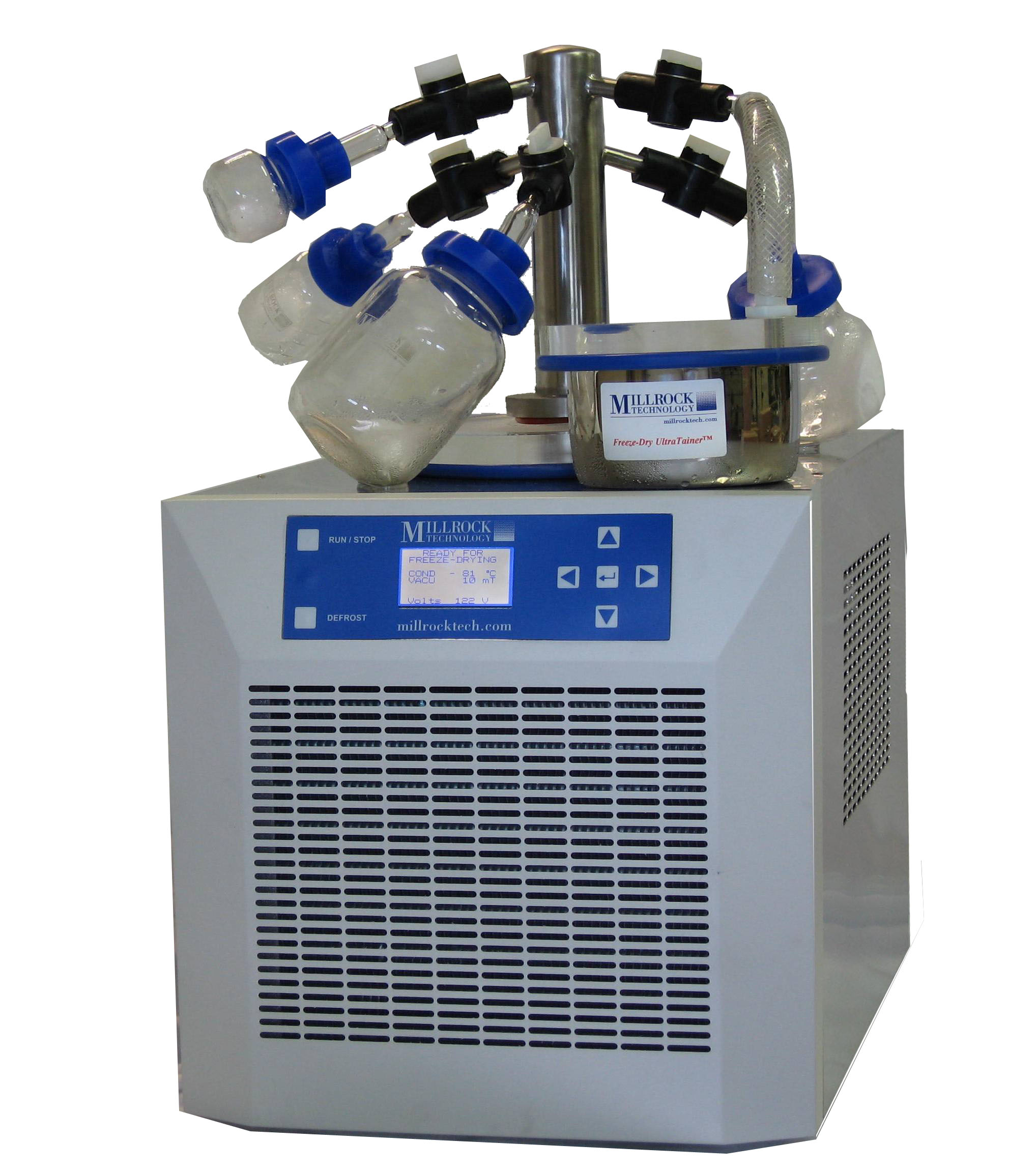
Liofilizzatore da laboratorio

Il liofilizzatore (o liostato) è lo strumento utilizzato per allontanare l'acqua da un prodotto per sublimazione.
Sostanzialmente un liofilizzatore è composto da:
- una cabina in grado di sostenere alti valori di depressione e dotata di sistemi di supporto del materiale trattato;
- un gruppo frigorifero, in grado di abbassare la temperatura dai -45 °C ai -90 °C, in funzione del modello scelto;
- una pompa da vuoto, in grado di sviluppare un vuoto pari ad almeno 0,01 mbar.

La liofilizzazione, infatti, sfrutta la bassa temperatura ed il vuoto per far sublimare l'acqua congelata.
I moderni liofilizzatori, hanno numerose altre componenti, allo scopo di rendere il processo più veloce o "ripetibile", in vista di applicazioni industriali o di stesure di protocolli di lavoro.
Accessori oggi indispensabili in un moderno liofilizzatore sono:
- vassoi riscaldabili su cui riporre i prodotti;
- elettrovalvole per il controllo del livello di vuoto a cui si desidera lavorare;
- sistemi di determinazione per il monitoraggio della fine del processo di liofilizzazione.

Circa i vassoi riscaldabili, non va dimenticato che, anche nella sublimazione, si sviluppa una reazione endotermica, che sottrae calore all'ambiente in cui si sviluppa. Poiché la sublimazione avviene solo in presenza del raggiungimento del punto eutettico, per mantenere costante la temperatura, compensando la sottrazione di calore endotermica, i moderni strumenti per liofilizzare sfruttano il riscaldamento dei piatti, evitando in tal modo un processo "isterico".
Riguardo alle elettrovalvole per il controllo del vuoto, valgono le stesse considerazioni fatte per il riscaldamento dei piatti. Infatti, agire sul vuoto significa agire indirettamente sulla temperatura di sublimazione.
Da ultimo, i sistemi di monitoraggio del processo, di cui sono spesso equipaggiati i moderni liofilizzatori, sono fondamentali per la comprensione dell'esatta fine del processo di liofilizzazione. Infatti, avere la certezza di esser riusciti ad allontanare tutta l'acqua contenuta in un campione, significa ottenere un liofilo perfetto.
Oltre ai più classici liofilizzatori discontinui, riservati a produzioni limitate e tipologie variabili di prodotti, esistono grandi e complessi impianti continui, dotati di sistemi di trasporto, carico e scarico completamente automatizzati, che, a fronte di importanti investimenti, riducono in modo cospicuo i costi di conduzione.